# 浜山ペンタゴン
『浜山ペンタゴン』（はまやまペンタゴン）は、鹿嶋ヒロオによる動物コメディー4コマ漫画である。
『月刊ハムスペ』（あおば出版→イースト・プレス）→『あにスペ』（イースト・プレス）にて連載された。
宮崎県に住む、宮崎弁を話す不思議はむしたぁペンタゴンと、その周りの生物達の、ふにゃけた日常を描いた作品。

## 登場人物・キャラクター
ペンタゴン
宮崎に住む、宮崎弁を話す不思議はむしたぁ。正しい種類はゴールデンハムスター。ちなみに人間とは話せない。ラーメンが大好き（種類は特定していないが、みそと発言していることが多い）で、にぼしが大嫌い（臭い、苦い、小骨が多いというのが理由）。もともとペットショップにいたときは、脱走兵であった。名前の由来は、米国防総省（ペンタゴン）から（鉄郎がテレビに映ったペンタゴンを指して「これがお前の名前の由来」と説明していたが、本人はその前にいたリポーターのオッサンのことだと思っている）。
横山やすしなどの芸人や動物の物まねをしたり、後述のカメさんからもらった卵の親ゴキブリに「『これぞ主のお導き、アーメン』てお前はキリスト教徒か」と突っ込むなど知識は多いようだが、記憶力は今朝何を食べたかさえ覚えてないほど悪い（ただしきっかけがあれば思い出す様子）。
恵曰く頭のてっぺんの毛が薄いらしい。言われた直後は気にしていたが、後にぺろんに指摘されたときは「夏毛」と反論していた。
耳の中にミニペンタゴンがいて、日記をつけている。耳元で騒ぐピグミーに苦情をつけることもあった。。いたずらするたびに、母さんにきゅぽたこでお仕置きされているが、ペンタゴンは自分が悪いのを棚に上げて、きゅぽたこを目の仇にしている。

### 森一家
森 鉄郎（もり てつろう）
ペンタゴンの飼い主の、小学一年生。変なものが好き（ミジンコ人形、からかさ人形、マイケル時計、スライム等）。「ス」を「し」という癖がある（例、バしタオル、はむしたぁ）。手先が器用で、工作は得意なようである。
森 恵（もり めぐみ）
鉄郎の姉。小学3年生。小屋の掃除はたまにするが、１度使われたティッシュを干してまた巣の素材に使うなど雑。
森 弥（もり わたる）
森家の父。旭化成ベンベルグ工場で働いている。夜勤の日は長めに寝ているが、度々ペンタゴンに邪魔される。よくパチンコをやる（が、たいてい負ける）。禁煙を決意したことがあるが、今も続いているのかは不明。機械オンチ。
森 摩夜（もり まや）
森家の母。裁縫は得意で、ペンタゴンに服（なぜか被り物ばかりだった）を作ったこともある。よく立ち話をする。東京に兄がいるらしい。

### その他のハムスター、ねずみ等
ピグミー・ジェルボア
自称貴公子。日本名はパルチスタンコミミトビネズミ。ペンタゴンとは近くの公園で出会った、宮崎に来る前は、いろいろな国を渡り歩いていた（そのときの食料は、民家などから盗んでいた）。ホームレスのような生活をして、宮崎に住んでいる。妙にプライドが高い一面があったり、詩的な発言をすることもある。一度かぜをひき、その際ペンタゴンの小屋で寝込んだ（ちなみにインフルエンザのような症状がでていた）。宮崎から離れないのには理由があるらしいが、本編中では語られていない。登場初期は無表情であった。
ぺろん
森家の隣に住む、ジャンガリアンハムスター。よくペンタゴンの種をつまみ食いしている。でへが口癖。語尾に「 - でちゅ」とつくのが特徴。平仮名しか話さない。ペンタゴンのところには、ベランダの穴から出入りしている。名前の由来は、ほっぺがペロンとしてるから。家は、2階＋展望台（高さ2メートルを超えている）。
タケちゃん
5歳の長生きハムスター。年寄りのため、ぼけている。また、常につまようじを杖のようにして持ち歩いていて、散歩の際にそれで襖に穴をあけている。しかし、ペンタゴンに指摘されるまで、それがつまようじということを知らなかった様子。もう一度行ってみたい場所は皇居だが、実際は皇居にある小さな交番のお巡りさんのお弁当が食べたいだけ。
ハムの神様
ハムスター界の神。よく蓮の葉に乗って現れる。神出鬼没。火をおこしたり、何も無いところからフライパンなどの物を出現させることができる。背中の模様がハートマークになっている。サンタのバイトをしていたこともあった。
ジャガエモン
北海道からきたチビトガリネズミ。北海道から運ばれてきたジャガイモの中にいるところをジャガイモを食べようとしたピグミージェルボアに発見され、ペンタゴンに「ジャガエモン」と名づけられた。ペンタゴンの家の襖の奥に住んでいる。バターを作れる。

### その他の動物
ダンゴムシ
森家の植木鉢の下に住んでいる、ペンタゴンとよくいるダンゴムシ。この物語の中では結構常識人。彼が持っているダンゴムシ辞典には色々な事がのっている。最初のうちは台詞がなかったが、「 - と言っている」といった感じで何を言っているか表示されるようになった。にぼしを食べようとしないペンタゴンに色々と理由をつけて食べさせようとしたが、ペンタゴンに先に味見してみてと言われて実際にかじり、「虫の食うもんじゃないね」とコメントした。
モグラ（公園）
公園に住んでいるモグラ。鉄郎は「身近な生物の観察」という宿題が出されたとき、なぜかペンタゴンよりも先にこのモグラを思い浮かべていた。
モグラ（畑）
芋を盗んだりしているいたずらモグラ。公園のモグラと違って目つきが悪く、リーゼントのような頭をしている他、行動範囲も広い（地上を歩き回っていたこともある）。
カメさん
ぺろんの家に一緒に住んでいるカメ。余談だが前述したペンタゴンが得たゴキブリの卵は、元々彼が小豆と間違えて拾ったもの。
ゴキブリ
たまに登場し、麻雀などをしていたりする。キリスト教徒。
てんとうむし
たまたまペンタゴンの小屋に入ったときにペンタゴンの頭の上に乗り、その際に頭の蓋と勘違いされていた
他にもたくさんのキャラクターが登場する。

## 道具類
きゅぽたこ
ペンタゴンがイタズラした時などに母さん（摩夜）がおしおきで使うおもちゃ。握りこぶしくらいの大きさで、たくさんの種類（カラーバリエーション。色により表情も違う）があり、中でも白きゅぽはレア物とされている。
余談だが月刊ハムスペの投稿コーナーにて、「きゅぽたこ好きな子供が工作の時間に、爆弾でダムを爆破しようとするきゅぽたこを粘土で作った」というお便りが届いたことがある。
つかれた扇風機
強で微風が出る程度（ちなみに弱の場合止まり、中でのプロペラの回る速さはペンタゴン曰く「ハエが止まりそうなのろさ」で、直後実際にハエが止まった）。ペンタゴンがボタンをやたらめったら押していたら一瞬だけ回復したが、すぐにもとに戻ってしまった。
マイケル時計
はとの代わりにマイケル・ジャクソンが「ポーゥ！」と叫びながら出てくる鳩時計で、選んだのは鉄郎。ペンタゴンには不評だったが、買い換える金がないのでマイケルが目に変えられた（提案は恵。実際には「訳わかんねえ！」と返って不評だった）。その後ペンタゴンは音が気に入らなかったことがわかり、どうやったかは不明だがなぜか音は「ププッピドゥ」に、飛び出すのはマリリン・モンローに変えられた。その後再登場時にはなぜか再度マイケルが「ポーゥ！」と叫びながら出たが、「うちの中がにぎやか過ぎる」と苛立っていたペンタゴンに何かの缶を投げつけられ、マイケルの首が取れて壊れた（飛び出す部分も引っ込まなくなってしまい、だらしなく垂れ下がっていた）。
青島せんべい
宮崎名物。三十年来パッケージが変わっていない。

## 場所
浜山アパート
森家が住んでいる、延岡市緑ヶ丘2丁目にある旭化成の社宅アパート。6+6+4.5の3LDK。昭和40年代の後半に建てられた。棟名は13棟まであるが、5-8棟は建てられていない。森家は9-13棟に住んでいる。畑を借りて、野菜を作ることができる。森家はここで芋を栽培しており、ここには、いたずらモグラがいる（公園のモグラとは別のモグラ）。森家の部屋は社宅であり、過去に2回、ふすまに穴があけられた（そのふすまには紙をはって穴をふさいだが、それを使ってペンタゴンが桂三枝（現・六代目桂文枝）の真似をするなど、あまり効果がない）。

## コミックス
刊行されたコミックスは以下の通り。
- 浜山ペンタゴン

後から出たコミックスとは若干作りが違っており、カバーがなかった。また、価格は390円であった（これ以外のあおば出版版単行本の価格は650円）
- 新浜山ペンタゴン
- 新浜山ペンタゴン2
- 新浜山ペンタゴン3
- 新装版

ここまでの版元はあおば出版
- 浜山ペンタゴン (あにスペどうぶつコミックス、価格798円)

これのみ版元はイースト・プレス